# Setaphora fasciata
Setaphora fasciata là một loài chân đều trong họ Philosciidae. Loài này được Jackson miêu tả khoa học năm 1935.